# Campestre-et-Luc
Campestre-et-Luc – miejscowość i gmina we Francji, w regionie Oksytania, w departamencie Gard.
Według danych na rok 1990 gminę zamieszkiwało 80 osób, a gęstość zaludnienia wynosiła 2 osoby/km² (wśród 1545 gmin Langwedocji-Roussillon Campestre-et-Luc plasuje się na 821. miejscu pod względem liczby ludności, natomiast pod względem powierzchni na miejscu 96.).